# Prionopelta amabilis
Prionopelta amabilis é uma espécie de formiga do gênero Prionopelta.